# Sent Martin de Moissida
Sent Martin l'Astier (en francès Saint-Martin-l'Astier) és un municipi francès situat al departament de la Dordonya i a la regió de la Nova Aquitània.

## Demografia
| 1962                                       | 1968 | 1975 | 1982 | 1990 | 1999 | 2007 |
| ------------------------------------------ | ---- | ---- | ---- | ---- | ---- | ---- |
| 119                                        | 128  | 120  | 140  | 152  | 137  | 275  |
| Des de 1962: població sense dobles comptes |      |      |      |      |      |      |

## Administració
| Període   | Identitat         | Partit |
| --------- | ----------------- | ------ |
| 1912-1944 | Henri Picard      |        |
| 1944-1959 | Jean Clerc (pare) |        |
| 1959-1995 | Jean Clerc (fill) |        |
| 1995-     | Jean-Luc Tomski   |        |